# Aburina peyrierasi
Aburina peyrierasi is een vlinder van de familie van de spinneruilen (Erebidae), van de onderfamilie van de Pangraptinae. De wetenschappelijke naam van deze soort is voor het eerst voorgesteld door Pierre Viette in een publicatie uit 1979.
De soort komt voor in Madagaskar.